# План «Блау»
Не варто плутати з операцією «Блау»
План «Блау» (нім. Fall Blau) — план літньо-осінньої кампанії німецьких військ на південному крилі радянсько-німецького фронту в 1942 році.
Після розгромного завершення зимової кампанії на німецько-радянському фронті, вищим командуванням нацистської Німеччини було прийнято рішення скористатися найбільш стабільним становищем на півдні радянсько-німецького фронту. 5 квітня 1942 за підписом Гітлера вийшла директива № 41 про розробку наступальної операції з умовною назвою "операція «Блау» (нім. Blau) про основні завдання німецькій армії на другу половину 1942 року у війні на Сході. Загальним задумом кампанії планувалося зосередити основні сили Вермахту для проведення стратегічної наступальної операції на південній ділянці фронту з метою знищення угруповання радянських військ західніше Дону, після чого потужним ударом прорватися на Північний Кавказ і захопити нафтоносні райони на Кавказі і перейти через Кавказький хребет. 6-й армії генерала Ф.Паулюса ставилося завдання блокувати Сталінград і прикривати лівий фланг 1-ї танкової армії, що наступала на Кавказ.
План «Блау» складався з 3-х частин:
- «Блау» I: угруповання з 4-ї танкової армії генерала Г.Гота (перекинута з групи армій «Північ») та 2-ї польової армії за підтримки 2-ї угорської армії, мали завдання наступу в напрямку Курськ-Воронеж з подальшим просуванням вглиб території Росії з виходом на Волгу та забезпечення прикриття північного флангу усіх військ Вермахту, що наступають.
- «Блау» II: 6-та польова армія генерала Ф.Паулюса, завдає удару з району Харкова та просуваючись паралельно ударному угрупованню 4-ї танкової армії генерала Г.Гота, виходить на рубіж Волги в районі Сталінграда (його штурм не визначався як головне завдання);
- «Блау» III: 1-ша танкова армія генерала Е. фон Кляйста, наступає на південь від річки Дон, маючи 17-ту армію на західному фланзі та 4-ту румунську армію на східному фланзі угруповання, що наступає, із загальною задачею прорватися до Північного Кавказу.

30 червня 1942 німецьким командуванням був прийнятий план «Брауншвейг», відповідно до якого ставилося завдання нанесення нового, не передбаченого замислом операції «Блау», удару через Західний Кавказ і далі вздовж узбережжя Чорного моря до району Батумі. Після того, як німецька армія опанувала Ростов-на-Дону Гітлер вважав результат плану «Блау» досягнутим і 23 липня 1942 видав нову директиву № 45 про продовження операції «Брауншвейг».